# Katsijabla
Katsijabla (en georgiano: კაციჰაბლა; en abjasio: Кацихабла) es una aldea que pertenece a la parcialmente reconocida República de Abjasia, dentro del distrito de Ochamchire, aunque de iure es parte del municipio de Ochmachire de la República Autónoma de Abjasia de Georgia.

## Geografía
Katsijabla se encuentra a orillas del río Galizdga, a 18 km de Ochamchire. La aldea se administra desde el pueblo de Pokveshi. 